# Embalse Caritaya
El Embalse Caritaya o también llamado Tranque Caritaya es una acumulación artificial de aguas del río Caritaya mediante una represa terminada en 1935, unos 10 kilómetros antes de su junta con el río Ajatama, con el que forma el río Camarones. Una parte del área de inundación estaba ocupada por la laguna Roja.: 41  Otro informe la señala como laguna Pareacota.: 32 

## Ubicación

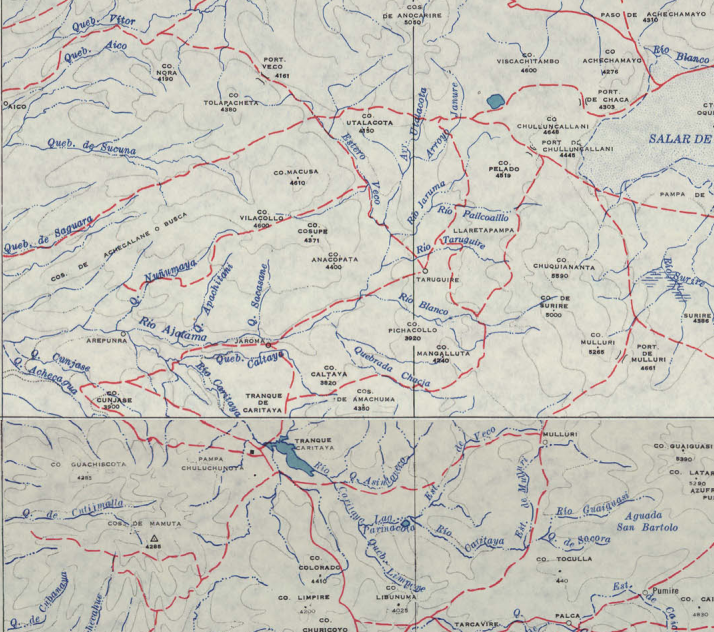
Cuencas de los ríos Ajatama y Caritaya, en un compuesto de dos mapas del Instituto Geográfico Militar (Chile).

## Características
Este embalse tiene deficiencias constructivas que resultan en importantes pérdidas por filtraciones, las que según algunos autores aflorarían en parte en la quebrada de Camiña ubicada inmediatamente al sur.: 1.18 
Este embalse tiene una capacidad reguladora de 42 millones m³ para su hoya de 450 km² del tipo escollera o rock fill:
- Ancho del coronamiento 5 m
- Revancha del coronamiento sobre el vertedero 4 m
- Altura útil del agua 34,50 m
- Capacidad vertedero de rebalse 180 m³/s

El año 2000 la Dirección de Obras Hidráulicas (DOH) se hizo cargo del embalse e inició obras de reparaciones en el año 2009:
- Retiro de sedimentos del fondo del embalse. Se retiró aproximadamente 22.000 m³ de material fino, el que fue depositado en un sector a 400 m al oeste del muro de presa.
- Reconstrucción del tapón. Se demolió el tapón antiguo y se construyó uno nuevo.
- Se impermeabilizó el muro. Para ello, se repararon las losetas y se instalaron 3.600 m² de membrana HDPE.
- Se construyó una torre de toma.